# Freden i Kardis

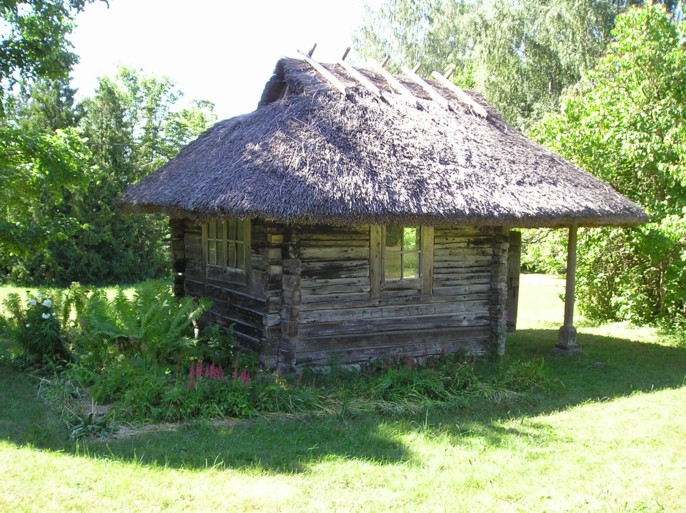
Litet hus nära Kardis (numera Kärde) herrgård där, enligt den lokala folktraditionen, fredstraktatet blev signerat 1661 efter det rysk-svenska kriget 1656–1658.

Freden i Kardis var ett fredsavtal som slöts den 21 juni 1661 mellan ryska tsardömet och Sverige. Fredsförhandlingarna ägde rum i Kardis (numera Kärde i Estland) herrgård. Freden avslutade Karl X Gustavs ryska krig. Fredens villkor stipulerade att Sverige skulle återfå samtliga områden som Ryssland erövrat under kriget. Utöver detta skulle samtliga fartyg i varvet i Tsarevitj-Dmitriev (dagens Koknese) förstöras. På det hela taget upprätthöll freden i Kardis de gränsdragningar som gjordes vid freden i Stolbova 1617.

## Bakgrund
Gränskonflikterna mellan Sverige och Ryssland hade pågått under lång tid. Trots att gränsen var utmärkt i terrängen och stadfäst sedan freden i Stolbova var det ett gränsområde där olika kulturer möttes, men också konflikter uppstod. I juni 1656 anföll ryssarna genom att tränga in på finskt område med omkring 3 500 man, och försvaret av området var mycket svagt. Kriget fortsatte de kommande åren och även de baltiska provinserna härjades, men i december 1658 slöts stilleståndet i Valiesar.

## Förhandlingar
Efter tidigare avbrutna förhandlingar återupptogs de i mars 1661. Inledningsvis ville ryssarna inte lämna tillbaka några erövrade områden och inte heller betala ersättning till Sverige. Efter svenskt militärt hot och mobilisering av 25 000 man blev ryssarna medgörliga och svenskarna villiga att kompromissa och släppte kravet på ersättning för krigskostnaderna.

## Villkor
- Freden i Stolbova 1617 bekräftades
- Ryssarna lämnade det territorium de ockuperat
- En gränsreglering skulle genomföras 1662
- Frigivande av samtliga fångar utan lösen
- Ostörd handel skulle råda mellan länderna